# Regina Sattler
Regina Sattler (* 29. Oktober 1961 in Wien) ist eine österreichische Schauspielerin. Sie ist in erster Linie beim Theater und im Fernsehen tätig und wirkte u. a. in den Erfolgsserien Das Traumschiff (in den Folgen Thailand, Bali, Brasilien, Mexiko), Ein Schloß am Wörthersee und dem Ringstraßenpalais mit.

## Film und Fernsehen
- 1979: Feuer! (Fernsehen)
- 1979: Lemminge, Teil 1 Arkadien (Fernsehen)
- 1980: Ringstraßenpalais
- 1981: Der Bockerer
- 1982: Die fünfte Jahreszeit
- 1983: Oscar[1] (Aufzeichnung aus dem TV-Theater im ORF-Zentrum)
- 1983: Waldheimat (Fernsehserie, Folge 24, Als ich Heiratsvermittler war)
- 1984: Stadttheater (Fernsehfilm)
- 1984: Gespenstergeschichten: Ambrose Temple
- 1986: Vom Glück verfolgt (Fernsehserie)
- 1986: Die Schwarzwaldklinik  (Fernsehserie, Folge Ein Kind, ein Kind, ein Kind)
- 1986: Der Alte  (Fernsehserie, Folge Tödliche Freundschaft)
- 1987: Das Erbe der Guldenburgs (Fernsehserie)
- 1989: SOKO 5113 (Fernsehserie, Folge Chemie und ihre schmutzigen Kinder)
- 1990: Ein Schloß am Wörthersee (Fernsehserie, Folge Der Pechvogel)
- 1991: Insel der Träume (Fernsehserie, Folge Einmal kommt der Tag)
- 1992: SOKO München (Fernsehserie, Folge Der Verbrannte)
- 2020: Jungle Streetlife